# Twins
Twins – album nagrany  przez saksofonistę Ornette’a Colemana pomiędzy majem 1959 r. a styczniem 1961 r. i wydany w 1971 roku przez firmę Atlantic.

## Charakter albumu
Album ten ma charakter składankowy. Nagrania, które złożyły się na niego powstawały podczas pięciu sesji nagraniowych na przestrzeni 2 lat pomiędzy 22 maja 1959 r. a 31 stycznia 1961 r.
Jego wadą jest więc brak jednolitości nagrań, które były przygotowywane do różnych albumów w różnych okresach. Zawiera także drugi z dwu nagranych utworów podczas sesji z podwójnym kwartetem – First Take.

## Muzycy
- Ornette Coleman – saksofon altowy (wszystkie nagrania)
- Don Cherry – trąbka kieszonkowa (1/1, 2/1, 2/2, 3/2); kornet (1/2)
- Scott LaFaro – kontrabas (1/1, 2/2)
- Charlie Haden – kontrabas (1/1, 2/1, 1/2, 3/2)
- Ed Blackwell – perkusja (1/1, 2/1, 2/2, 3/2)
- Billy Higgins – perkusja (1/1, 1/2)
- Eric Dolphy – klarnet basowy (1/1)
- Freddie Hubbard – trąbka (1/1)

## Lista utworów

### Strona pierwsza
| 1. | First Take      | 17:03 |
|    |                 |       |
| 2. | Little Symphony | 5:14  |
|    |                 |       |
|    |                 | 22:17 |
|    |                 |       |

### Strona druga
| 1. | Monk and the Nun | 5:53  |
|    |                  |       |
| 2. | Check up         | 10:10 |
|    |                  |       |
| 3. | Joy of a Toy     | 4:55  |
|    |                  |       |
|    |                  | 20:58 |
|    |                  |       |

## Opis płyty

### Płyta analogowa (winylowa)
- Producent – Nesuhi Ertegün
- Studio – Radio Recorders, Hollywood, Kalifornia (1/2); Atlantic Studios w Nowym Jorku (2/1, 2/2, 3/2); A & R Studios w Nowym Jorku (1/1)
- Data nagrania – 22 maja 1959 9:30 wieczorem–3:30 w nocy (1/2); 19 lipca 1960 8 wieczorem–12 w nocy (2/1); 26 lipca 1960 6 wieczorem–9 wieczorem i 10 w nocy–1 w nocy (3/2); 21 grudnia 1960 8 wieczorem–12:30 w nocy (1/1); 31 stycznia 1961 3 po południu–7:30 wieczorem (2/2)
- Czas albumu – 43:15
- Firma nagraniowa – Atlantic
- Numer katalogowy – 1588